# Maria Grzelka (polityk)
Maria Grzelka (ur. 18 sierpnia 1923 w Łodzi) – polska szwaczka i polityk, posłanka na Sejm PRL V i VI kadencji.

## Życiorys
Uzyskała wykształcenie zasadnicze zawodowe. W 1944 została wywieziona na roboty przymusowe. Później pracowała jako kontrolerka tkanin w Zakładach Przemysłu Jedwabniczego im. Walerego Wróblewskiego w Łodzi. Od 1948 była członkinią Polskiej Zjednoczonej Partii Robotniczej. Od 1961 do 1965 zasiadała w Dzielnicowej Radzie Narodowej Łódź-Bałuty, a w latach 1965–1969 w Radzie Narodowej miasta Łodzi. W okresie 1969–1976 była posłanką na Sejm PRL V i VI kadencji, wybraną z okręgu 5 (Łódź-Bałuty). Była członkinią dwóch komisji sejmowych: Pracy i Spraw Socjalnych oraz Przemysłu Lekkiego.
Odznaczona Złotym Krzyżem Zasługi.